# Hits and Rarities
Albums de Sheryl Crow
Wildflower
(2005) Detours
(2008)
Hits and Rarities est une compilation de Sheryl Crow sortie en 2007 et éditée sous le label A&M Records. L’album reprend des titres de précédents albums de l’artiste mais également quelques titres originaux ou en provenance de concerts en live.

## Pistes de l’album

### CD 1
| No  | Titre                            | Première édition                               | Durée |
| --- | -------------------------------- | ---------------------------------------------- | ----- |
| 1.  | All I Wanna Do                   | Tuesday Night Music Club                       | 4:34  |
| 2.  | My Favorite Mistake              | The Globe Sessions                             | 4:05  |
| 3.  | Soak Up the Sun                  | C'mon C'mon                                    | 4:51  |
| 4.  | Always on Your Side (avec Sting) | Wildflower                                     | 4:10  |
| 5.  | The First Cut Is the Deepest     | The Very Best of Sheryl Crow                   | 3:45  |
| 6.  | Everyday Is A Winding Road       | Sheryl Crow                                    | 4:17  |
| 7.  | Try Not To Remember              | titre original                                 | 4:39  |
| 8.  | Leaving Las Vegas                | Tuesday Night Music Club                       | 5:08  |
| 9.  | Strong Enough                    | Tuesday Night Music Club                       | 3:10  |
| 10. | If It Makes You Happy            | Sheryl Crow                                    | 5:21  |
| 11. | Run, Baby, Run                   | Tuesday Night Music Club                       | 4:51  |
| 12. | I Shall Believe                  | Tuesday Night Music Club                       | 5:33  |
| 13. | Light In Your Eyes               | The Very Best of Sheryl Crow                   | 4:01  |
| 14. | C'mon C'mon                      | C'mon C'mon                                    | 4:25  |
| 15. | A Change Would Do You Good       | Sheryl Crow                                    | 3:50  |
| 16. | Wildflower                       | Wildflower                                     | 3:57  |
| 17. | Sweet Child O'Mine               | The Globe Sessions                             | 3:51  |
| 18. | Tomorrow Never Dies              | Bande originale du film Demain ne meurt jamais | 4:50  |

### CD 2
| No  | Titre                                            | Première édition         | Durée |
| --- | ------------------------------------------------ | ------------------------ | ----- |
| 1.  | Run, Baby, Run                                   | Tuesday Night Music Club | 6:07  |
| 2.  | Chances Are                                      | Wildflower               | 5:14  |
| 3.  | You're An Original (Live From Budokan)           | C'mon C'mon              | 5:52  |
| 4.  | The Difficult Kind (Live From Budokan)           | The Globe Sessions       | 5:39  |
| 5.  | Where Has All The Love Gone (version acoustique) | Wildflower               | 3:40  |
| 6.  | Steve McQueen (Live Radio Portugal)              | C'mon C'mon              | 3:26  |
| 7.  | Riverwide (Live Wise Buddah)                     | The Globe Sessions       | 4:14  |
| 8.  | Everyday Is A Winding Road (AOL Live)            | Sheryl Crow              | 5:04  |
| 9.  | Subway Ride                                      | titre original           | 3:57  |
| 10. | Leaving Las Vegas (Live from Budokan)            | Tuesday Night Music Club | 7:20  |
| 11. | Safe And Sound (Live From Budokan)               | C'mon C'mon              | 5:36  |
| 12. | Keep On Growing                                  | titre original           | 5:27  |